# Alfred E. Braine
Alfred E Braine, född 1863, död 1955, var en engelsk tonsättare, överste i Frälsningsarmén, sekreterare för sångare och musikanter i Frälsningsarmén i England. Han finns representerad i Frälsningsarméns sångbok 1990 (FA).

## Sånger
- Herren bjuder alla frälsning
- Se, en källa där flödar så fri
- Vilken sång, vilket jubel (FA nr 527) tonsatt 1892
- Soldater äro vi som glatt gå ut i strid (FA nr 643) tonsatt okänt årtal